# تلورید تانتال
تلورید تانتال (به انگلیسی: Tantalum telluride) با فرمول شیمیایی TaTe۲ یک ترکیب شیمیایی است. که جرم مولی آن 436.15 g/mol می‌باشد.